# Winniki (Żółkiew)
Winniki (ukr. Винники) – historyczna część miasta Żółkwi na Ukrainie, w obwodzie lwowskim, w rejonie żółkiewskim.
W miejscu po dawnej wsi Winniki znajduje się Zamek w Żółkwi.

## Historia
Nazwa Winniki odnosi się do wsi istniejącej na obszarze współczesnej Żółkwi, wymienianej już w 1368 roku. Wieś Winniki została zniszczona przez napad Tatarów w 1594 roku. Miasto Żółkiew otrzymało prawo magdeburskie w 1603 roku, początkowo jako Winniki, natomiast obszar dawnej wsi Winniki stał się jednym z przedmieść Żółkwi.
Winniki stanowiły odrębną miejscowość i gminę jednostkową w powiecie żółkiewskim Królestwa Galicji i Lodomerii. W 1855 liczyły 972 mieszkańców. W II RP nie figurują już jako samodzielna gmina, lecz jako część Żółkwi.
Po wojnie wraz z Żółkwią włączone do Związku Radzieckiego (Ukraińskiej SRR).